# Otasukeman
Rescueman — японский аниме-сериал, выпущенный студией Tatsunoko Productions. Впервые транслировался по телеканалу Fuji TV с 2 февраля 1980 года по 31 января 1981 года. Всего выпущено 52 серии аниме. Zenderman является четвёртой частью франшизы Time Bokan, которая выходила следом за Zenderman и перед Yattodetaman.

## Сюжет
Трое главных героев: Атася, Сэкобити и Диварусуки, желают стать самой прекрасной девушкой, самым известным учёным и самым великим героем во вселенной соответственно. Они решили объединиться, чтобы стать патрульными времени и защитить древние летописи истории. Однако главным героям будет мешать группа злодеев, чей лидер намеревается заполучить летописи и переписать историю под собственную выгоду. Для этого они будут путешествовать в прошлое. Единственные, кто может помешать злодеям — главные герои.

## Роли озвучивали
- Ю Мидзусима — Хикару
- Саэко Симадзу — Нана
- Норико Охара — Атася
- Дзёдзи Янами — Сэкобити
- Кадзуя Такэкабэ — Довальски
- Масаюки Ямамото — Гэкигасуки
- Дзюмпэй Такигути — Шев Тоннан
- Ёсито Миямура — Офицер Онуки
- Кэй Томияма — Доктор Сасаябу/рассказчик